# Las Rozas Club de Fútbol
Las Rozas Club de Fútbol es un equipo de fútbol de la localidad de Las Rozas, Madrid, España. Fue fundado en 2009 por fusión del C. D. Las Rozas, nacido en 1966, y el Unión Las Rozas C. F., y juega actualmente en el Grupo VII de la Tercera Federación.

## Historia

### C. D. Las Rozas (1966-2009)
El equipo nace en 1966 con la intención de fomentar el deporte de base en la localidad. En 1972 se federa como club para poder competir con otros equipos profesionales de la Provincia de Madrid. 
En la temporada 1991-92 el club logrará jugar por primera vez en la Tercera División Española. El equipo estuvo a punto de ascender en varias ocasiones a Segunda División B al quedar entre los primeros clasificados en la Liga regular, e incluso terminó como líder del grupo madrileño en 2005. En la temporada 2008-09 el equipo desciende y vuelve a Regional Preferente.

### Las Rozas Club de Fútbol (2009 - act.)
Certificada la fusión de los dos clubs de la ciudad, en la temporada 2009-10 el equipo naciente (que heredó la plaza del C.D. Las Rozas) fue Campeón Regional Preferente de la CC.AA. de Madrid Grupo I, que le dio el ascenso automático a Tercera División.
La temporada 2018-19 fue histórica para el club. Empezó la temporada de mal pie, perdiendo en casa del CD Móstoles por 1-0 con un gol en el minuto 88, aunque esto no impidió que el equipo le diera la vuelta en las siguientes jornadas, manteniendo una racha sin conocer la derrota hasta la jornada 13, otra vez de visitante, esta vez contra el filial del Getafe CF, siendo este su máximo competidor por el liderato de la liga. Así, tras un gran año en el que el conjunto roceño fue líder numerosas jornadas, se desinfló al final de la competición, quedando subcampeón y dejando el liderato al Getafe B, perdiendo así la oportunidad de jugar los play off de ascenso a 2B por la ruta de los campeones. Pese a esto, el equipo de la ciudad del fútbol consiguió plaza para la Copa del Rey del año siguiente, una plaza que se da a todos los campeones de los distintos grupos de Tercera, debido a que el Getafe B no podía disputar esta competición por su situación de equipo filial.
Al ser subcampeones, Las Rozas tuvo que jugar tres eliminatorias en lugar de una. El primer rival de estas fue el Atlético Saguntino, conjunto valenciano que ya había jugado con anterioridad en 2B. Esto se notó en el partido, pues en el Nou Camp de Morvedre, los saguntinos se impusieron 2-0. Esto obligó al equipo madrileño a remontar en su estadio, cosa que logró, consiguiendo una victoria épica, con un gol de Jaime Turégano desde la banda en el minuto 83. En segunda ronda, les tocó la SD Logroñés, heredera del histórico CD Logroñés que militó en Primera División. Esta vez no tuvieron que remontar, consiguiendo un 0-0 en la ida en Navalcarbón y un 1-1 en la vuelta en Logroño, obra de Alburquerque, pasando el equipo madrileño por los goles de visitante.
Por último, en la tercera y última ronda, les tocó el RCD Mallorca B, que fue líder de su grupo y cayó apeado de la ruta de los campeones. Tras encajar un gol nada más empezar el partido, remontar y acabar ganando 2-1 en el feudo roceño, con goles de Borja y Manu Cobos, en Mallorca consiguieron mantener el resultado y empataron 0-0, consiguiendo así un histórico ascenso a 2.ª B, por primera vez en la historia del club, encadenando así dos ascensos seguidos.
La siguiente temporada, la primera del club en la categoría de bronce, también fue muy importante y decisiva para el conjunto de la Sierra. Disputó por primera vez la Copa del Rey, cayendo en la primera ronda 3-0 contra la Cultural y Deportiva Leonesa, conjunto que luego eliminaría también a equipos como el Atlético de Madrid. En cuanto a liga, estuvo pocas jornadas fuera del descenso, pero debido a la situación sanitaria global causada por el COVID-19, no se acabó la liga regular, ni hubo ningún descenso en las categorías españolas que no pertenecían a la LFP.
La siguiente temporada, la 2020-21, correspondía a una temporada de transición, con la reestructuración de las ligas reguladas por la Federación de Fútbol (Segunda B y Tercera), añadiéndole una nueva división y modificando las otras dos. Así, quedarían tres divisiones, la Primera RFEF, que sería profesional, la Segunda RFEF y la Tercera RFEF. Pese a tener el objetivo de ascender a esta nueva división, con un nuevo director técnico, el exjugador Iván Helguera, los resultados no fueron acordes al nivel esperado, peleando finalmente por no descender. Pese a ser despedido Helguera y contratado Manolo Cano, consiguiendo el club una cierta mejoría, no fue suficiente para clasificarse a la fase de ascenso. Después de cesar también a Cano, fue contratado Carlos Salvachúa, con el objetivo de no descender, después de un mal arranque del equipo roceño en la fase por la permanencia. Salvachúa tampoco consiguió dar con la tecla, consiguiendo 5 puntos de 12 posibles, descendiendo después de perder contra el Villarrubia por 1-0.
En cuanto a la Copa del Rey, el equipo logró clasificarse vía Copa Federación, después de eliminar a la UD Melilla, logrando así su segunda participación en el torneo. Dicha participación fue muy notable, pues en la primera ronda consiguió eliminar al CD Mirandés, de una categoría superior, con un 1-0, obra de Adrián Carrasco. El conjunto de Las Rozas, dirigido aún por Cano, sería eliminado en la siguiente ronda por la SD Eibar, de Primera división, después de conseguir empatarle un 0-3 en 8 minutos, encajando el cuarto al final de la segunda parte de la prórroga.

## Uniforme
- Uniforme local: Camisa azul, pantalón blanco, medias azules.
- Uniforme visitante: Camisa, pantalón y medias rojas

## Himno
Su himno, fue realizado en el año 2008 tras aprobarse una letra compuesta por el padre de un jugador de la cantera.

## Estadio
El equipo juega en el Polideportivo Municipal Dehesa de Navalcarbón, cuyo campo de fútbol principal cuenta con una pista de atletismo de última generación anexada y tiene una capacidad aproximada de 3 000 espectadores. El terreno de juego es de césped artificial, puesto tras la nueva remodelación aunque persisten las obras para aumentar la capacidad y las instalaciones.

## Datos del club
- Temporadas en 2.ª B: 2
- Temporadas en 3.ª: 17 (incluyendo aquí las que jugó el C.D. Las Rozas)
- Mejor puesto en la liga: 17.º (Segunda División B, Temporada 2019-20)
- Peor puesto en la liga: 17.º (Segunda División B, Temporada 2019-20)

Presidente y Consejero Delegado: Ángel Campos Martin. Director deportivo: Julio Rodríguez Martínez. En el fútbol base los equipos en las máximas categorías y tienen más de 750 jugadores, siendo uno de los clubs referentes en la Comunidad de Madrid.
En la temporada 2014-15 se consiguió el ascenso a juvenil DH y Juvenil B a Liga Nacional.

## Palmarés[n. 1]

### Campeonatos nacionales
- Tercera División de España (1): 2004-05 (Grupo VII) (como C. D. Las Rozas).
- Subcampeón de Tercera División RFEF (1): 2021-22 (Grupo VII).
- Subcampeón de Tercera División de España (3): 2000-01 (Grupo VII), 2001-02 (Grupo VII) (ambos como C. D. Las Rozas) y 2018-19 (Grupo VII).
- Subcampeón de la Copa Real Federación Española de Fútbol (1): 2020-21.[8]

### Campeonatos regionales
- Regional Preferente de Madrid (3): 1996-97 (Grupo 1),[9] 2009-10 (Grupo 1)[10] y 2017-18 (Grupo 1).[11]
- Primera Regional de Madrid (1): 1988-89 (Grupo 4).[12]
- Segunda Regional de Madrid (1): 1987-88 (Grupo 8).[13]
- 2.ª Regional Ordinaria Castellana (1): 1974-75 (Grupo 2) (como C. D. Calpisa Las Rozas).[14]
- 3.ª Regional Preferente Castellana (1): 1973-74 (Grupo 3) (como C. D. Calpisa Las Rozas).[15]
- Copa RFEF (Fase Regional de Madrid) (3): 1999-00,[16] 2010-11[17] y 2024-25.[18]
- Subcampeón de Regional Preferente de Madrid (1): 1990-91 (Grupo 1).[19]
- Subcampeón de Tercera Regional de Madrid (1): 1986-87 (Grupo 11).[20]
- Subcampeón de la Copa RFEF (Fase Regional de Madrid) (2): 1994-95 (como C. D. Las Rozas) y 2021-22.[21]
- Subcampeón de la Copa de Campeones de Preferente de Madrid (2): 2009-10 y 2017-18.[22]

### Trofeos amistosos
- Trofeo Ciudad de Ávila (1): 2020.[23]
- Trofeo de Ferias de Illescas (1): 2021.[24]

### Palmarés de Las Rozas C. F. "B"
Campeonatos regionales
- Primera Regional de Madrid (2): 1995-96 (Grupo 1) (como C. D. Las Rozas "B")[25] y 2021-22 (Grupo 2).[26]
- Subcampeón de Segunda Regional de Madrid (1): 2019-20 (Grupo 1).[27]

### Palmarés de Las Rozas C. F. "C"
Campeonatos regionales
- Segunda Regional de Madrid (1): 2014-15 (Grupo 1).[28]
- Subcampeón de Tercera Regional de Madrid (1): 2010-11 (Grupo 1).[29]

## Cantera
El club cuenta con una cantera desarrollada de la que han salido jugadores de Primera División como Jorge López Montaña, jugador que ha militado en el Valencia CF, en el Racing de Santander y en el Real Zaragoza, Álvaro Mejía Pérez, exjugador del Real Madrid y del Real Murcia, el exjugador del Real Club Celta de Vigo, Antonio Núñez, campeón de la Champions League con el Liverpool FC o Álvaro Domínguez, exjugador del Atlético de Madrid. Hay otros como Borja Rubiato (Arandina), Álvaro Juan Cruz Armada (Elche), Marcos Llorente (Atlético de Madrid).

## Otros proyectos
Las Rozas C.F tiene un proyecto en colaboración con la ONG África Directo, ofreciendo material y ayuda a un equipo de fútbol de Malaui.